# Guerra de Morea
La guerra de Morea (italiano: La guerra di Morea, turco: Mora Savasi) es el nombre más conocido para la sexta guerra otomano-veneciana. La guerra se libró entre 1684-1699, como parte del conflicto más amplio conocido como la «gran guerra turca», entre la República de Venecia y el Imperio otomano. Las operaciones militares iban desde Dalmacia al mar Egeo, pero la más importante campaña de la guerra fue la conquista veneciana de la península de Morea (Peloponeso)  en el sur de Grecia. En el lado de Venecia, la guerra se libró para vengar la pérdida de Creta en la guerra de Creta (1645-1669), mientras que los otomanos fueron enredados en su frontera norte contra los Habsburgo y fueron incapaces de concentrar sus fuerzas contra la República. Como tal, la guerra de Morea tiene la distinción de ser el único conflicto otomano-veneciano de la que salió victoriosa la República de Venecia, ganando territorios significativos. El Renacimiento expansionista de Venecia sería de corta duración, sin embargo, ya que lo que conquistó lo recobraron los otomanos en 1715.

## Antecedentes
Venecia había conquistado varias islas del Egeo y el Jónico, junto con fuertes colocados estratégicamente a lo largo de la costa de la península griega desde la derrota del Imperio bizantino después de la Cuarta Cruzada. Sin embargo, con el auge de los otomanos, durante los siglos XVI y principios del XVII, perdió la mayor parte de ellas, como Chipre y Eubea (Negroponte). Entre 1645 y 1669, los venecianos y los otomanos mantuvieron una larga y costosa guerra en la última posesión veneciana importante en el Egeo, Creta. Durante esta guerra, el jefe veneciano Francesco Morosini, entró en contacto con los rebeldes maniotas con el objetivo de emprender una campaña conjunta en la Morea. En 1659, Morosini desembarcó en esta y, junto con los maniotas, tomó Kalamata. Sin embargo, poco después fue obligado a regresar a Creta y la campaña del Peloponeso acabó en fracaso.
En 1683, una nueva guerra estalló entre Austria y los otomanos, que tenían un gran ejército avanzando hacia Viena. En respuesta a esto, se formó una Liga Santa. Después de que el ejército otomano fuera derrotado en la batalla de Viena, los venecianos decidieron aprovechar la oportunidad del debilitamiento del poder otomano y su distracción en la región del Danubio a fin de reconquistar los territorios perdidos en el mar Egeo y Dalmacia. En consecuencia, la República Serenísima declaró la guerra a los otomanos el 25 de abril de 1684.
Consciente de que tendría que confiar en sus propias fuerzas para vencer, Venecia se preparó para la guerra, asegurando la ayuda financiera y militar en hombres y naves de los Caballeros de Malta, el Ducado de Saboya, los Estados Pontificios y los Caballeros de San Esteban. Además, los venecianos inscribieron un gran número de mercenarios procedentes de Italia y de los estados alemanes, especialmente de Sajonia y Brunswick e impuso gravámenes en sus propios territorios en Italia y Dalmacia. Morosini fue elegido para mandar la flota, pues tenía un historial distinguido y una gran experiencia en las operaciones en Grecia.

## La ofensiva veneciana

### Las operaciones en el mar jónico
A mediados de junio, la flota veneciana se trasladó desde el Adriático hacia las Islas Jónicas. El primer objetivo era la isla de Lefkada (Santa Maura), que cayó, después de un breve asedio de 16 días, el 6 de agosto de 1684. Los venecianos, ayudados por los irregulares griegos, luego cruzaron a la parte continental y comenzaron a asaltar la orilla opuesta del Acarnania. La mayor parte de la zona estuvo muy pronto bajo control veneciano, y la caída de los fuertes de Preveza y Vonitsa a finales de septiembre eliminaron los últimos bastiones del poder otomano. Estos primeros éxitos fueron importantes para los venecianos no solo por razones de moral, sino porque aseguraron sus comunicaciones con Venecia, lo que les niega a los otomanos la posibilidad de amenazar a las Islas Jónicas o de transportar tropas a través de Grecia occidental al Peloponeso, y porque estos éxitos animaron a los griegos a cooperar con ellos contra los otomanos.

### La conquista de Morea
Después de haber asegurado su patio trasero durante el año anterior, Morosini puso su mirada en el Peloponeso, donde los griegos, especialmente los Maniots, habían comenzado a mostrar signos de rebeldía y se comunicaron con Morosini, prometiendo levantarse en su ayuda. Ismail Pasha, el nuevo comandante militar de la Morea, se enteró de esto e invadió la península de Mani con 10.000 hombres, reforzando los tres fuertes que los otomanos ya tenían guarnecidos, y obligó a los Maniots a renunciar a rehenes para garantizar su lealtad. Como consecuencia, los Maniots quedaron comprometidos cuando, el 25 de junio de 1685, el ejército veneciano, de 8100 hombres fuertes, apareció fuera de la antigua fortaleza veneciana de Koroni y puso sitio a la misma. El castillo se rindió después de 49 días, el 11 de agosto, y la guarnición fue masacrada. Después de este éxito, Morosini embarcó sus tropas hacia la ciudad de Kalamata, con el fin de animar a los Maniots a rebelarse. El ejército veneciano, reforzado por 3300 sajones y bajo el mando del general Aníbal von Degenfeld, derrotó a una fuerza turca de ca. 10.000 hombres fuera de Kalamata el 14 de septiembre, y para el final del mes, todo Mani y gran parte de Mesenia estaban bajo el control de Venecia. 
En octubre de 1685, el ejército veneciano se retiró a las Islas Jónicas a cuarteles de invierno, donde una plaga estalló, algo que ocurriría regularmente en los próximos años, y se llevó un gran número de víctimas en el ejército veneciano, especialmente entre los contingentes alemanes. En abril del próximo año, los venecianos ayudaron a repeler un ataque otomano que amenazaba con invadir Mani, y se reforzaron de los Estados Pontificios y Toscana. El mariscal sueco Otto Wilhelm Königsmarck fue nombrado jefe de las fuerzas de tierra, mientras que Morosini mandaba la flota. El 3 de junio Königsmarck tomó Pilos, y procedió a sitiar la fortaleza de Navarino. Una fuerza de alivio bajo Ismail Pasha fue derrotada el 16 de junio, y al día siguiente la fortaleza se rindió. La guarnición y la población musulmana fueron trasladados a Trípoli. Metone (Modon) siguió el 7 de julio, después de un bombardeo efectivo que destruyó las paredes de la fortaleza, y sus habitantes también fueron trasladados a Trípoli. Los venecianos luego avanzaron hacia Argos y Nauplia, que eran entonces las ciudades más importantes en el Peloponeso. El ejército veneciano, ca. 12.000 hombres fuertes, aterrizó alrededor de Nauplia entre el 30 de julio y el 4 de agosto Königsmarck inmediatamente dirigió un asalto sobre la colina de Palamidi, entonces no fortificada, que daba a la ciudad. A pesar del éxito de los venecianos en la captura de Palamidi, la llegada de un fuerte ejército otomano de 7.000 hombres bajo Ismail Pasha en Argos rindió su posición difícil. El asalto inicial de los venecianos contra el ejército de socorro logró tomar Argos y forzó al bajá a retirarse a Corinto, pero durante dos semanas, el 16 de agosto, las fuerzas de Königsmarck se vieron obligados a rechazar continuamente los ataques de las fuerzas de Ismail Pasha, luchar contra las incursiones de la sitiada guarnición otomana y hacer frente a un nuevo brote de peste. El 29 de agosto de 1686 Ismail Pasha atacó el campamento de Venecia, pero fue duramente derrotado. Con la derrota del ejército de socorro, Nauplia se vio obligada a rendirse el 3 de septiembre. Las Noticias de esta gran victoria fueron recibidos en Venecia con alegría y celebración. Nauplia se convirtió en la base principal de los venecianos, mientras que Ismail Pasha se retiró a Acaya tras el fortalecimiento de las guarniciones de Corinto, que controlaban el paso a Grecia central.
A pesar de las pérdidas por la plaga durante el otoño y el invierno de 1686, las fuerzas de Morosini fueron repuestas por la llegada del nuevo cuerpo mercenario alemán desde Hannover en la primavera de 1687. Así fortalecido, fue capaz de actuar contra los últimos bastiones Otomanos importantes en el Peloponeso, la ciudad de Patras y la fortaleza de Rion, que junto con su gemelo en Antirrion controla la entrada del golfo de Corinto (la "Pequeña Dardanelos"). El 22 de julio de 1687, Morosini, con una fuerza de 14.000 hombres, aterrizó fuera de Patras, en el que el nuevo comandante otomano Mehmed Pasha, se había establecido. Mehmed, con un ejército de aproximadamente el mismo tamaño, atacó a la fuerza veneciana inmediatamente después de aterrizar, pero fue derrotado y obligado a retirarse. En este punto, el pánico se extendió entre las fuerzas otomanas, y los venecianos fueron capaces, en pocos días, de capturar la ciudadela de Patras, y los fuertes de Rion, Antirrion y Nafpaktos (Lepanto) sin ninguna oposición, ya que sus guarniciones los abandonaron. Este nuevo éxito causó gran alegría en Venecia, y los honores fueron amontonados sobre Morosini y sus oficiales. Morosini recibió el título de la victoria "Peloponnesiacus", y un busto de bronce fue representado en el Gran Salón, algo nunca antes hecho por un ciudadano viviente.  Los venecianos siguieron este éxito con la reducción de los últimos bastiones otomanos en el Peloponeso, incluyendo Corinto, que fue ocupado el 7 de agosto, y Mystra, que se entregó a finales de mes. El Peloponeso estaba bajo completo control veneciano, y sólo el fuerte de Monemvasia (Malvasia) en el sureste continuó resistiéndose, extendiendo su sitio hasta 1690.

### La campaña contra Atenas y Negroponte
Después de estas victorias se había despejado el Peloponeso de fuerzas turcas, Morosini se decidió a hacer una campaña en Grecia central, especialmente contra las fortalezas otomanas de Tebas y Calcis (Negroponte). Así, el 21 de septiembre de 1687, el ejército de Königsmarck, de 10 750 hombres, llegó a Eleusis, mientras que la flota veneciana entró en el Pireo. Los turcos evacuaron rápidamente la ciudad de Atenas, pero la guarnición y gran parte de la población se retiraron a los antigua Acrópolis. El ejército veneciano comenzó el asedio de la Acrópolis, que duraría seis días (del 23 al 29 de septiembre) y causaría mucha destrucción de los monumentos antiguos. Los otomanos, primero demolieron el templo de Atenea Niké para poner una batería de cañones, pero el daño más importante fue la destrucción del Partenón. Los turcos utilizaron el templo para el almacenamiento de municiones, y cuando, en la noche del 26 de septiembre de 1687, un proyectil de mortero golpeó el edificio, la explosión resultante causó la destrucción completa del techo del templo y la mayor parte de sus muros. A pesar de la enorme destrucción causada por la explosión y la pérdida de casi 200 hombres, los turcos continuaron defendiendo la fortaleza hasta que un intento de auxilio del ejército otomano de Tebas fue rechazado el 28 de septiembre, y la guarnición que defendía Atenas tuvo que capitular, con la condición negociada de ser transportada a Esmirna.
A pesar de la caída de Atenas, la posición de Morosini no era segura. Los otomanos fueron acumulando un ejército en Tebas, y su caballería controlaba efectivamente el Ática, limitando a los venecianos a los alrededores de Atenas. En diciembre, el contingente Hannoveriano partió, y un nuevo brote de la plaga durante el invierno debilitó aún más sus fuerzas. Así, los venecianos se vieron obligados a retirarse al Peloponeso en abril. Los venecianos tomaron con ellos varios monumentos arquitectónicos saqueados como el Pireo León, que hoy está en la entrada del Arsenal de Venecia. La retirada de Morosini provocó que varios miles de griegos, que temían retribuciones turcas, huyeran hacia el Peloponeso y las islas vecinas.
En julio de 1688, sin embargo, Morosini, por ahora, habiendo sido elegido como nuevo dux de Venecia, aterrizó en Calcis (Negroponte) y puso sitio a la misma. Los venecianos habían reunido una fuerza sustancial, 13.000 soldados y más de 10.000 hombres de la flota, en contra de la guarnición otomana de 6000 hombres, que ofreció resistencia determinada. La flota veneciana era totalmente incapaz de bloquear la ciudad, lo que permitió a las fuerzas de Ismail Pasha, cruzar a través del Estrecho de Euripo, para transportar suministros al castillo asediado. Los venecianos y sus aliados sufrieron grandes pérdidas, especialmente gracias a otro brote de la plaga, entre ellos el general Königsmarck, que sucumbió a la peste el 15 de septiembre. Después de un último asalto el 12 de octubre que resultó ser un fracaso costoso, Morosini tuvo que aceptar la derrota. El 20 de octubre, el ejército veneciano, después de haber perdido en total ca. 9000 hombres, deja Eubea y se dirige a Argos. El fracaso en Negroponte tuvo graves repercusiones en el campo veneciano. Los mercenarios alemanes restantes salieron a principios de noviembre. Morosini intentó un ataque fallido en Monemvasia en 1689, pero su delicado estado de salud le obligó a regresar a Venecia poco después. Esto marcó el fin de la supremacía veneciana, y el comienzo de una serie de exitosas, aunque al final no decisivas, contraofensivas otomanas.

### Batallas en Dalmacia
En la guerra de Morea, la República de Venecia sitio Sinj en octubre de 1684 y, de nuevo de marzo y abril de 1685, pero las dos veces sin éxito. En el intento de 1685, los ejércitos venecianos fueron ayudados por la milicia local de la República de Poljica, que de ese modo se rebeló contra la soberanía otomana nominal que había existido desde 1513.  En un esfuerzo por tomar represalias en Poljica, en junio de 1685, los otomanos atacaron Zadvarje, y en julio de 1686 Dolac y Srijane, pero se echaron hacia atrás, y sufrieron las principales víctimas. Con la ayuda de la población local de Poljica, así como de los morlacos, la fortaleza de Sinj finalmente cayó al ejército veneciano el 30 de septiembre de 1686. El 1 de septiembre de 1687 el asedio de Herceg Novi comenzó, y terminó con una victoria de Venecia el 30 de septiembre. Knin fue tomada después de un asedio de doce días el 11 de septiembre de 1688. La captura de la fortaleza de Knin marcó el final de la exitosa campaña veneciana para expandir su territorio en el interior de Dalmacia, y también determinó gran parte de la frontera final entre Dalmacia y Bosnia y Herzegovina que se encuentra hoy en día. Los otomanos habrían de sitiar Sinj de nuevo en la segunda guerra de Morea, pero serían repelidos.
El 26 de noviembre de 1690, Venecia tomó Vrgorac, que abrió la ruta hacia Imotski y Mostar. En 1694 se logró tener áreas al norte de la República de Ragusa, a saber Citluk, Gabela, Zažablje, Trebinje, Popovo y Metkovic. En el tratado de paz definitivo, Venecia hizo renunciar a las áreas de Popovo Polje, así como Klek y Sutorina, para mantener la demarcación preexistente cerca de Ragusa.

## Resurgimiento otomano
Las derrotas sucesivas en Hungría y el Peloponeso tuvieron graves repercusiones en Constantinopla. El sultán Mehmed IV fue depuesto en 1687 en favor de su hermano, Soleimán II. Aunque deseando inicialmente un acuerdo de paz, el estallido de la guerra de la Liga de Augsburgo en 1688, y el siguiente desvío de recursos austriacos hacia Francia, alentó a los dirigentes otomanos a continuar la guerra. Bajo el liderazgo capaz del nuevo gran visir, Köprülü Fazil Mustafa Pasha, los otomanos pasaron a la contraofensiva. Sin embargo, ya que el esfuerzo principal se dirigió contra Austria, los otomanos no fueron capaces de reunir hombres suficientes para revertir las victorias venecianas.

### Las acciones de Limberakis Gerakaris
En 1688, los turcos buscaron la ayuda del infame pirata maniota, Limberakis Gerakaris, a quien mantuvieron en prisión en Constantinopla. Fue puesto en libertad, investido como "Bey de Mani", se le permitió reclutar una fuerza de unos pocos cientos, y se unió al ejército otomano en Tebas. Gerakaris iba a desempeñar un papel importante en las últimas etapas de la guerra, ya que su incursiones atrevidas y destructivas en territorio controlado por venecia eran una gran amenaza y un drenaje continuo de los recursos de la República.
En ese momento, una gran franja de tierra de nadie, se extendía a través de Grecia central, entre las fortalezas otomanas en el este y los territorios en poder veneciano en el oeste. Gran parte del interior montañoso de Fócida y Evrytania estaba en manos de bandas de guerra compuesto por griegos, albaneses y desertores dálmatas del ejército veneciano. Gerakaris inicialmente trató de persuadir a estos grupos para entrar en servicio otomano, pero sin éxito. En 1689, dirigió su primera incursión contra Missolonghi, con una fuerza mixta de 2.000 turcos, albaneses y griegos. En el próximo año, las fuerzas otomanas arrasaron el centro de Grecia, y aunque fueron rechazados en Nafpaktos (Lepanto), restablecieron el control otomano sobre el interior. Sin embargo, al mismo tiempo, los venecianos tomaron Monemvasia, por tanto, eliminaron el último bastión otomano en la Morea.
En 1692, Gerakaris encabezó una invasión otomana del Peloponeso. Tomó Corinto, y sin éxito sitió las fortalezas de Acrocorinto y Argos, antes de verse obligado a retirarse por la llegada de refuerzos venecianos. Sin embargo, después de renovadas invasiones en el Peloponeso en 1694 y 1695, Gerakaris se acercó al campamento veneciano. Sin embargo, el trato brutal y salvaje de la población civil y su intrigante posición de bey de Mani no podían ser toleradas por mucho tiempo por Venecia, y después del saqueo brutal de Arta en agosto de 1696, Gerakaris fue arrestado y encarcelado en Brescia.

## Las operaciones en Epiro y el ataque veneciano a Creta
En un esfuerzo para ayudar a los griegos de Himarë, que se habían rebelado contra los turcos, y después de algunos éxitos en el norte de Albania y Montenegro, la flota veneciana lanzó un ataque contra el puerto otomano en el Adriático y fortaleza de Valona. El sitio, que dura del 11 al 18 de septiembre fue un éxito, y dio lugar a la propagación de la revuelta en la zona. En 1691, sin embargo, los otomanos resurgentes fueron capaces de lanzar una contraofensiva masiva en la zona, y el 14 de marzo, la zona se había sometido. 
En 1692, una flota veneciana bajo Domenico Mocenigo atacó Creta y puso cerco a su capital Candia, mientras que al mismo tiempo los cristianos de la isla se levantaron contra los otomanos. A pesar de esto, el intento de retomar Creta falló. Los otomanos lograron tomar la fortaleza veneciana en la isla de Gramvousa en 1691 por traición de la población.

### Los últimos años de la guerra
Con la esperanza de dar un nuevo impulso a la causa veneciana, el propio Morosini volvió a la Morea en 1693. No obstante, su avanzada edad le impidió demostrar sus habilidades de nuevo y murió en Nauplia el 16 de enero de 1694. Su sucesor, Zeno, en contra del consejo de sus oficiales, dirigió una expedición contra la rica isla de Quíos, en la costa de Asia Menor. La isla fue tomada con facilidad, pero la respuesta de Turquía fue rápida y contundente. Una doble batalla naval que se disputó cerca de las islas Inuses en febrero de 1695 concluyó con la derrota de los venecianos, y obligó a estos a evacuar la isla.
La victoria alentó a los otomanos a invadir la Morea de nuevo, pero fueron derrotados por el general Steinau y tuvieron que retirarse de nuevo a su base en Tebas. Al mismo tiempo, Steinau atrajo a Gerakaris al bando veneciano (ver arriba).

### Operaciones navales en el mar Egeo
Hubo varios enfrentamientos navales entre las flotas contendientes, como en Lesbos en 1690, en Andros en 1696, en Lemnos en julio de 1697 y en Samotracia en 1698, pero fueron generalmente indecisos y no lograron cambiar el equilibrio de fuerzas.

## Fin de la guerra
El Tratado de Karlowitz, firmado en enero de 1699, confirmó la posesión veneciana de Cefalonia y Morea con la isla de Egina, que llegó a ser organizado como el "Reino de Morea" (italiano: Regno di Morea), dividido en cuatro provincias: Rumania, con capital en Nauplia (Napoli di Rumania), Laconia, con capital en Monemvasía (Malvasia), Mesenia, con capital en Navarino, y Acaya, con capital en Patras. La guerra, sin embargo provocó una crisis demográfica y económica en el Peloponeso. De acuerdo con el primer censo realizado por los venecianos, había 86.468 habitantes en la península en comparación con la población antes de la guerra de alrededor de 200.000. Aunque los venecianos lograron restaurar cierta prosperidad, la población supuestamente ascendió a unos 250.000 por 1708, probablemente impulsado por la inmigración, no pudieron ganar la confianza de sus súbditos ortodoxos griegos, que estaban acostumbrados a una autonomía relativa y aborrecían la burocracia veneciana. Los venecianos también pusieron en marcha un gran proyecto de fortificación en toda la Morea, cuyos resultados aún se pueden ver hoy en día. Sin embargo, la propia Venecia estaba demasiado debilitada para hacer valer efectivamente su autoridad, y en 1715 una rápida campaña Otomana (en lo que a menudo se denomina la segunda guerra de Morea) recupera Morea.
- Datos: Q2309409
- Multimedia: Morean War / Q2309409